# Zdeněk Štěpánek (státní zástupce)
Zdeněk Štěpánek je český státní zástupce, od dubna 2025 vrchní státní zástupce Vrchního státního zastupitelství v Praze, předtím v letech 2022 až 2025 náměstek vrchní státní zástupkyně VSZ v Praze.

## Život
V letech 1992 až 1996 vystudoval Gymnázium Hořice a v letech 1996 až 2001 pak obor právo na Právnické fakultě Masarykovy univerzity (získal titul Mgr.).
V roce 2002 započal čekatelskou praxi u Okresního státního zastupitelství v Hradci Králové, v roce 2005 byl jmenován státním zástupcem Okresního státního zastupitelství v Havlíčkově Brodě (v roce 2006 se stal náměstkem okresní státní zástupkyně). V roce 2010 pak jako státní zástupce přešel na Krajské státní zastupitelství v Hradci Králové.
V roce 2019 začal působit na Vrchním státním zastupitelství (VSZ) v Praze jako ředitel odboru závažné hospodářské a finanční kriminality. Od ledna 2022 byl jmenován do funkce náměstka vrchní státní zástupkyně v Praze Lenky Bradáčové. Specializuje se na hospodářskou a finanční kriminalitu, korupci a trestnou činnost úředních osob.
V březnu 2025 jej doporučila výběrová komise na post vrchního státního zástupce VSZ v Praze, jelikož se dosavadní vrchní státní zástupkyně Lenka Bradáčová stala nejvyšší státní zástupkyní. Končící nejvyšší státní zástupce Igor Stříž s návrhem komise souhlasil a postoupil ho ministru spravedlnosti ČR Pavlu Blažkovi. Ten Štěpánka jmenoval novým vrchním státním zástupcem VSZ v Praze s účinností od 1. dubna 2025.